# Ley de Relaciones Comerciales con las Antillas
La Ley de Relaciones Comerciales con las Antillas fue una ley española realizada el 20 de julio de 1882, referente al comercio con Cuba y los demás territorios de España en el Caribe y las Filipinas, que junto con el Arancel Cánovas (1891) y el Arancel Cambó (1922), representan la legislación de carácter proteccionista durante la Restauración. Su propósito era proteger la industria peninsular, en particular la industria textil de Cataluña, la industria de cereales de Castilla y la industria siderúrgica
proporcionándole un mercado en exclusividad y sin competencia exterior.

## Contexto
Durante las décadas de 1860 y 1870, la industria textil catalana consigue expandirse gracias a las externalidades generadas por la producción algodonera, como una excepción al escaso crecimiento del resto de sus sectores industriales.
Sin embargo este crecimiento empieza a tocar techo durante la década de 1880, ya que el mercado interior estaba saturado y los mercados no coloniales podían acceder a productos más competitivos.
La presión de los textileros y los trigueros logró la promulgación de la Ley de Relaciones Comerciales con las Antillas en julio de 1882, a fin de captar el mercado antillano en su totalidad de bienes de consumo, añadiendo así este nuevo mercado al monopolio peninsular. Mediante esta disposición los puertos de Cuba, Puerto Rico y Filipinas pasaban a ser considerados de cabotaje y obligados por tanto a consumir los textiles y productos de otros sectores especialmente el sector de las harinas que procedían mayormente de Santander. Por otra parte, los productos extranjeros eran gravados con un arancel de entre el 40 y el 46 por ciento. Éste, sin embargo, sólo mantuvo satisfechos a los grupos de presión de los textileros y trigueros hasta la década de 1890, en que se forzó el Arancel Cánovas para impedir las importaciones de textiles de otros países.
Durante la Restauración, el Estado estaba experimentando un viraje hacia el proteccionismo. El político Cánovas, articulabla la posición en un discorso parlamentario en 1882, que "el credo del partido conservador es la protección de los productos nacionales", y "la Economía política tiene que aceptar el concepto de Pátria y someterse a él."

## Consecuencias
Ley de Relaciones Comerciales aseguró el mercado de ultramar a la  industria textil algodonera hasta la derrota de 1898. Así, sus exportaciones se triplicarían entre 1870 y 1880. Las harinas también experimentaron dos trienios de nuevo y anormal recobramiento. Por otra parte, los nuevos aranceles frenaron las importaciones de las manufacturas más competitivas del exterior, reduciéndose hasta una tercera parte en el período entre 1891 y 1901. En general, las exportaciones a las colonias crecieron a más del doble entre 1891 y 1898, correspondiendo a Cataluña la mayor participación en ellas.
En conjunto, la asimetría de las condiciones para el intercambio comercial entre la Península y Cuba, desfavorable a ésta y que impedía el libre intercambio de productos, contribuyó a sublevar a la incipiente burguesía cubana, de modo que "fue un estímulo esencial de la revuelta que acabó con la presencia española en aquellas islas".
En cualquier caso, el envío de reclutas españoles para sofocar la revuelta supuso una fuente añadida de ingresos para la industria textil catalana, gracias a "las remesas considerables que se hacían para el vestuario de los batallones que sosteníamos en combatir la insurrección".
A largo plazo, el Arancel de 1891, consolidó la obra iniciada por la Restauración, y fue el primer eslabón de la cadena que constituyó la vía nacionalista del capitalismo español o corporativismo, que alcanzó su máximo nivel durante la Dictadura de Primo de Rivera y autarquía a partir de 1939.